# Biblioteca de la Universidad del Sur de Dinamarca
La Biblioteca de la Universidad de Dinamarca Meridional (en danés: Syddansk Universitetsbibliotek) es una biblioteca pública y accesible para todos en el país europeo de Dinamarca. Actúa como un centro de conocimiento para el conjunto de la región del Sur de Dinamarca y cuenta con departamentos en cinco ciudades. Sus principales usuarios son los investigadores y estudiantes de la Universidad del Sur de Dinamarca, pero las empresas, organizaciones e instituciones educativas, por ejemplo, institutos de educación secundaria superior, se encuentran entre sus usuarios.
La Biblioteca de la Universidad de Dinamarca Meridional da acceso a libros, revistas, periódicos, mapas, partituras musicales, microfilmes y un gran número de recursos electrónicos.